# Adolf Mädje
Adolf Mädje (* 25. März 1882; † im 20. Jahrhundert) war ein deutscher Versicherungsmanager. Bekannt wurde er durch den FAVAG-Skandal.

## Leben
Mädje absolvierte eine Ausbildung zum Versicherungskaufmann und stieg bei der später zur Versicherungsgruppe rund um die Frankfurter Allgemeine Versicherung gehörenden Berlinischen Lebensversicherung in leitende Positionen auf. 1917 wurde er dort ordentliches Vorstandsmitglied. Im Jahr 1928 war er ihr Generaldirektor. Dieser Titel war ihm 1921 verliehen worden.
Mädje war zudem im Aufsichtsrat etlicher weiterer großer Versicherungsgesellschaften wie der Thuringia Versicherung, die seinerzeit eine Tochter der Berlinischen Leben war, vertreten. Im Jahr 1927 gehörte er auch zum ersten Aufsichtsrat der Berlinischen Grundstücksverwaltungs-AG.

## Aufsichtsratsmandate
- Deutsche Schiffspfandbriefbank AG
- Bank für Montanindustrie AG, Berlin
- Südwestdeutsche Bank AG, Frankfurt am Main

## FAVAG-Skandal
Im August 1929 wurde die deutsche Versicherungsbranche durch den sogenannten FAVAG-Skandal erschüttert, als die Frankfurter Allgemeine Versicherung als eine der größten Versicherungsgruppen in Deutschland zusammenbrach. Nachdem zunächst nur gegen die ehemaligen Vorstandsmitglieder der Frankfurter Allgemeinen Versicherung ermittelt worden war, wurden im Frühjahr 1930 die Ermittlungen auch auf Mädje ausgedehnt. Im Oktober 1931 begann schließlich in Frankfurt am Main der Prozess. Am 25. Februar 1932 wurde Mädje schuldig gesprochen. Er wurde zu drei Jahren Gefängnis und einer Geldstrafe von 90.000 Reichsmark verurteilt.